# Eupithecia hilacha
Eupithecia hilacha är en fjärilsart som beskrevs av Paul Dognin 1899. Eupithecia hilacha ingår i släktet Eupithecia och familjen mätare. Inga underarter finns listade i Catalogue of Life.